# Teateråret 1901

## Årets uppsättningar

### Januari
- 25 januari - August Strindbergs pjäs Folkungasagan uruppförs på Svenska teatern i Stockholm.[1]
- 31 januari - Anton Tjechovs drama "Tre systrar" har urpremiär på Konstnärliga teatern i Moskva, Ryssland.[2]

### Mars
- 9 mars - August Strindbergs drama "Påsk" uruppförs i Frankfurt am Main, Tyskland.[3]

### April
- 16 april - August Strindbergs pjäs Kaspers fet-tisdag har urpremiär på Dramaten i Stockholm.[4]

### December
- 3 december - August Strindbergs pjäs Engelbekt har urpremiär på Svenska teatern i Stockholm.[5]

### Okänt datum
- Kung Renés dotter på Dramatiska teatern, med bland andra Harriet Bosse August Palme.
- Ett köpmanshus i Skärgården på Södra teatern, med bland andra Carl Barcklind, Georgina Barcklind, Louise Fahlman m. fl.
- Stor-Klas och Lill-Klas på Svenska teatern, Stockholm, med bland andra Anders de Wahl.
- Gustaf af Geijerstams pjäs Stiliga Augusta har urpremiär på Södra Teatern i Stockholm.
- Emil Norlanders revy  Prinsessan Habbababba har premiär på Kristallsalongen i Stockholm.

## Födda
- 5 september - Sandro Malmquist (död 1992), svensk regissör, konstnär och teaterdekoratör.